# Panzerregiment 26
Het Panzerregiment 26 was een Duits tankregiment van de Wehrmacht tijdens de Tweede Wereldoorlog.

## Krijgsgeschiedenis
Panzerregiment 26 werd opgericht op 2 januari 1943 in Frankrijk door het omdopen van Panzerregiment 202. Daarbij werden de II. en III. Abteilung omgedoopt in resp. I./Pz.Reg.26 en  II./Pz.Reg.26.
Het regiment maakte bij oprichting deel uit van de 26e Pantserdivisie en bleef dat gedurende zijn hele bestaan.
Het regiment capituleerde (met de rest van de divisie) bij Bolzano aan geallieerde troepen op 2 mei 1945.

## Samenstelling bij oprichting
- I. Abteilung met 4 compagnieën (1-4)
- II. Abteilung met 4 compagnieën (5-8)

## Wijzigingen in samenstelling
De I. Abteiling werd op 6 juni 1943 in een Panther-Abteilung omgevormd. Deze Abteilung werd van 10 september tot 28 oktober 1943 tijdelijk onder bevel gesteld van Panzerregiment 9 van de 25e Pantserdivisie. 

De Abteilung werd per 16 januari 1944 toegevoegd aan Panzerregiment Großdeutschland en verbleef daar tot 15 november 1944 en ging daarna naar Hongarije.
De Abteilung werd op 18 januari 1945 omgedoopt tot I./Pz.Rgt. Brandenburg. In plaats daarvan werd I./Pz.Reg.4 op 12 februari 1945 opgenomen (was al gedetacheerd van 13e Pantserdivisie en vocht al een jaar in Italië) en omgedoopt in I./Pz.Reg.26.

## Opmerkingen over schrijfwijze
- Abteilung is in dit geval in het Nederlands een tankbataljon.
- II./Pz.Rgt. 26 = het 2e Tankbataljon van Panzerregiment 26

## Commandanten
| Rang           | Naam                              | Begin           | Eind               |
| -------------- | --------------------------------- | --------------- | ------------------ |
| Oberst         | Arnold Burmeister                 | 2 januari 1943  | 5 april 1943       |
| Oberstleutnant | Peter Post                        | 5 april 1943    | 1 mei 1943         |
| Oberst         | Otto Büsing                       | 1 mei 1943      | 11 oktober 1943    |
| Oberstleutnant | Johannes Kümmel                   | 11 oktober 1943 | 26 februari 1944 † |
| Oberst         | Johannes Schmidt                  | 5 maart 1944    | 12 mei 1944        |
| Oberst         | Schmal                            | mei 1944        | september 1944     |
| Oberst         | Regimboto Freiherr von Gültlingen | september 1944  | februari 1945      |
| Oberstleutnant | Reinelt                           | maart 1945      | 2 mei 1945         |

Oberstleutnant Kümmel sneuvelde zuidelijk van Velletri tijdens de gevechten rond het bruggenhoofd bij Anzio.
Panzerregiment 1 · Panzerregiment 2 · Panzerregiment 3 · Panzerregiment 4 · Panzerregiment 5 · Panzerregiment 6 · Panzerregiment 7 · Panzerregiment 8 · Panzerregiment 9 · Panzerregiment 10 · Panzerregiment 11 · Panzerregiment 15 · Panzerregiment 16 · Panzerregiment 17 · Panzerregiment 18 · Panzerregiment 21 · Panzerregiment 22 · Panzerregiment 23 · Panzerregiment 24 · Panzerregiment 25 · Panzerregiment 26 · Panzerregiment 27 · Panzerregiment 28 · Panzerregiment 29 · Panzerregiment 31 · Panzerregiment 33  · Panzerregiment 35 · Panzerregiment 36 · Panzerregiment 39 · Panzerregiment 69 · Panzerregiment 80 · Panzerregiment 100 · Panzerregiment 101 · Panzerregiment 102 · Panzerregiment 116 · Panzerregiment 118 · Panzer-Lehr-Regiment 130 · Panzerregiment 201 · Panzerregiment 202 · Panzerregiment 203 · Panzerregiment 204 · Schweres Panzer-Regiment Bäke · Panzerregiment Brandenburg · Panzerregiment Coburg · Panzerregiment Feldherrnhalle · Panzerregiment Feldherrnhalle 2 · Panzerregiment Hermann Göring · Panzerregiment Großdeutschland · Panzerregiment Kurmark · Panzerregiment von Lauchert · Panzerregiment Major Rettemeier · Fallschirm-Panzerregiment 1 · Fallschirm-Panzerregiment 21 · SS-Panzerregiment 1 LSSAH · SS-Panzerregiment 2 · SS-Panzerregiment 3 · SS-Panzerregiment 5 · SS-Panzerregiment 9 · SS-Panzerregiment 10 · SS-Panzerregiment 11 · SS-Panzerregiment 12